# Atractodes longiceps
Atractodes longiceps är en stekelart som beskrevs av Per Abraham Roman 1924. Atractodes longiceps ingår i släktet Atractodes och familjen brokparasitsteklar. Inga underarter finns listade.